# Casto María del Rivero
Casto María del Rivero (Madrid, 18 d'octubre de 1873- Puebla de Montalbán (Toledo), 8 de setembre de 1961) fou historiador, arxiver escriptor i director del Museu Arqueològic Nacional d'Espanya a Madrid.

## Biografia professional
Es va llicenciar en Filosofia i Lletres i va obtenir el doctorat a Història per la Universitat Central de Madrid amb la tesi: El ingenio de la moneda de Segovia (1919). El 1892 per l'Escola Superior de Diplomàtica va aconseguir el títol d'Arxiver, Bibliotecari i Antiquari, entrant l'any 1904 a formar part del Cos Facultatiu d'Arxivers, Bibliotecaris i Arqueòlegs. L'any 1916 va ingressar en la Secció de Numismàtica i Glíptica del Museu Arqueològic Nacional d'Espanya on va ocupar el càrrec de Cap d'aquesta secció des de l'any 1930.
En començar la guerra civil espanyola tenia el càrrec de sotsdirector del museu aconseguit des de 1934, pel que seguint l'Ordre ministerial del 20 de febrer de 1937, quan es va produir la jubilació forçosa de l'aleshores director Francisco de Paula Álvarez-Ossorio, se'l va lliurar a Rivero la direcció actuant com a secretari accidental Felip Mateu i Llopis.
El museu es trobava en aquestes dates amb totes les seves obres embalades i protegides en la Sala Egípcia, el mateix museu actuava com a seu i magatzem de la Junta Delegada de Confiscació d'Embargament Protecció i Salvament del Tresor Artístic.
Rivero va tenir el càrrec de director per un espai molt breu, una ordre ministerial del 15 de juny de 1937 ho va passar a la situació de jubilació forçosa. Es va reincorporar com a conservador del museu el 1938 fins a la seva jubilació per edat el 1943, en què va ser nomenat conservador honorari en reconeixement pel seu treball anterior.

## Obres
- El Arte monetario en la España musulmana : ensayo de tipología numismática. 1948
- Los Bronces antiguos del Museo Arqueológico Nacional : catálogo explicativo ilustrado de los objetos que se exponen en la sala IV Toledo : Sebastián Rodríguez, 1927
- La Colección de monedas ibéricas del Museo Arqueológico Nacional. Madrid : Biblioteca de coleccionismo, 1923
- La colección de monedas ibéricas del Museo Arqueológico Nacional. Madrid : Imp. J. F. Samaran, 1922
- Colecciones de numismática y de glíptica : adquisiciones en 1932. (Blass, S.A. Tipográfica) 1933
- Las Doblas mayores castellanas y algunas consideraciones acerca de la acuñación del oro en nuestra península. Madrid : Consejo Superior de Investigaciones Científicas, 1941
- Indice de las personas, lugares y casas notables : que se mencionan en las tres Crónicas de los Reyes de Castilla, Alfonso X, Sancho IV y Fernando IV. Madrid : [Consejo Superior de Investigacionas Cientificas], 1942
- El mito de Teseo en la pintura de los vasos griegos y la copa de Aison : su obra capital. Madrid : 1936
- Los tipos monetarios antiguos en las medallas del Renacimiento. Toledo : Talleres gráficos de Sebastián Rodriguez, 1929